# Schönthal
Schönthal è un comune tedesco di 2 056 abitanti, situato nel land della Baviera.